# François Habert
François Habert (* 1508 in Issoudun; † 1562) war ein französischer Dichter und Übersetzer.

## Leben und Werk
François Habert, der sich als Autor auch Banny de Liesse (= von der Freude ausgeschlossen) nannte, war Hofdichter am Hof des Königs Heinrich II. In zahlreichen Dichtungen verteidigte er die Moral am Hof. Nur weniges davon wurde im 19. Jahrhundert neu aufgelegt. Neuere Ausgaben fehlen. Daneben übersetzte er viele Texte aus dem Lateinischen in versifizierter Form.

## Werke

### Autor
- Le philosophe parfaict (1542)
  - Le Philosophe parfaict et le Temple de vertu de François Habert. Hrsg. Henri Franchet. Champion, Paris 1923. Slatkine, Genf 1976.

### Übersetzer
- Agrippa von Nettesheim: Le Jardin de foelicité, avec la louenge et haultesse du sexe feminin, en ryme francoyse, extraicte de Henricus Cornelius Agrippa, par le Banny de liesse (1541)
- Giovanni Aurelio Augurello: Les Trois Livres de la Chrysopée, c’est-à-dire de l’Art de faire l’or, composé par Jean Aurelle Augurel, traduict de latin en françois par F. Habert de Berry (1550 ; 1626)
- Ausonius: (Sieben Weise von Griechenland) Les Dits des sept sages de la Grèce traduits du grec en latin par Ausone, et de lui en rime françoyse par François Habert (1541)
- Filippo Beroaldo der Ältere: L’Histoire de Tancrede, traduction de Bervalde (1550) (Fabula Tancredi nach Decamerone 4.1.)
- Filippo Beroaldo der Ältere: L’Histoire de Titus et Gisipus et autres petiz œuvres de Béroalde latin, interprétés en rime françoyse, par Françoys Habert, d’Yssouldun en Berry, avec L’exaltation de vraye et perfaicte noblesse, Les quatre amours, Le nouveau Cupido et Le trésor de vie, de l’invention dudict Habert (1550 ; 1551)
- Dionysius Cato: Les Quatre Livres de Caton pour la doctrine des mœurs, traduitz de vers latins en rithme françoise par François Habert. Avec les Epigrammes moralisez. Et plusieurs autres petitz œuvres de François Habert (1550 ; 1559)
- Horaz: Le Premier Livre des Sermons du sententieux poëte Horace, traduict de latin en rime françoyse par Françoys Habert de Berry (1549)
- Horaz: Les Sermons satiriques du sententieux poëte Horace, interprétez en rime françoyse par Françoys Habert de Berry. Avec aucunes Épistres dudict Horace, non encores imprimées par ci-devant (1551)
- Horaz: Les Œuvres de Q. Horace Flacce, mises en vers françois, partie traduictes, parties neues et corrigées de nouveau par M. Luc de La Porte (1584)
- Ovid: Six livres de la Métamorphose d’Ovide, traduictz selon la phrase latine en rime françoise, sçavoir le III, III, V, VI, XIII et XIIII, le tout par Françoys Habert (1549)
- Ovid: Les 15 livres de la Métamorphose d’Ovide, interprétés en rimes françoises.
- Zarathustra Les Divins Oracles de Zoroastre, ancien philosophe grec, interpretez en rime françoise par François Habert, de Berry, avec un commentaire moral sur ledit Zoroastre en poésie française et latine, plus la Comédie du monarque et autres petits œuvres (1558)